# Eudianthe
Eudianthe (Rchb.) Rchb. – rodzaj roślin z rodziny goździkowatych. Obejmuje trzy gatunki występujące w południowo-zachodniej Europie i północno-zachodniej Afryce, introdukowane występują też w północnej i środkowej Europie (Szwecja, Niemcy, Węgry). Rośliny wyróżniają się wąskolancetowatymi liśćmi i różowymi koronami kwiatów.

## Systematyka i taksonomia
Rodzaj wyodrębniony i opisany został po raz pierwszy w 1841 roku, ale należące tu gatunki później włączane były zwykle do szeroko ujmowanych rodzajów lepnica Silene (jako sekcja Silene sect. Eudianthe (Rchb.) A. Braun), czasem też: firletka Lychnis i smółka Viscaria. Rodzaj został przywrócony po molekularnych badaniach filogenetycznych nad plemieniem Sileneae, których wyniki opublikowano na początku XXI wieku. 
Wykaz gatunków
- Eudianthe coeli-rosa (L.) Fenzl ex Endl.
- Eudianthe laeta (Aiton) Rchb. ex Willk.
- Eudianthe lagrangei (Coss.) Pau